# Estadio La Portada
Estadio La Portada är en fotbollsarena i La Serena i regionen Coquimbo i Chile och ägs av La Serenas kommun. Arenan invigdes 1952 och är hemmaplan för den chilenska proffsklubben Deportes La Serena. Arenan byggdes om inför Copa América 2015 och kapaciteten utökades från ungefär 14 000 åskådare vid fullsatt till 18 243 sittplatser. Den nya arenan stod klar den 13 mars 2015. På arenan spelades tre gruppspelsmatcher under Copa América 2015, som samtliga var gruppspelsmatcher i grupp B.